# Ulf Sundelin
Ulf Artur Sundelin (ur. 26 sierpnia 1943 w Nacka) – szwedzki żeglarz sportowy. Złoty medalista olimpijski z Meksyku.
Zawody w 1968 były jego pierwszymi igrzyskami olimpijskimi, startował również cztery lata później. W stolicy Meksyku triumfował w klasie 5,5 m. Pełnił funkcję sternika. Załogę uzupełniali jego bracia Jörgen i Peter. Olimpijczykiem był również ich kuzyn, Stefan.